# دارر
دارر (بالهندية: डर)‏ (بالإنجليزية: Darr)‏ (بالعربية: الخوف) هو فيلم إثارة هندي باللغة الهندية صدر عام 1993 من إخراج وإنتاج ياش تشوبرا تحت لوائه ياش راج فيلم. بطولة سوني ديول وجوهي تشاولا في الأدوار الرئيسية مع شاه روخ خان، أنو كابور، تانفي عزمي، أنوبام خير وداليب تاهيل. في الفيلم، تتعرض كيران أواستي (تشاولا) للمطاردة من قبل حبيبها المهووس راؤول ميهرا (خان)، الذي يصاب بالجنون عندما تخطب لسونيل مالهوترا (ديول)، ضابط البحرية، ويقرر المطالبة بكيران بالقوة لنفسه.

## القصة
كيران أواسثي، طالبة جامعية جميلة، تزور شقيقها فيجاي وزوجته بونام عند عودتها إلى المنزل. راؤول ميهرا، زميلها في الدراسة الذي يحبها، يلاحقها بلا هوادة. ضابط في البحرية الهندية يُدعى الملازم سونيل مالهوترا هو صديق كيران. قائده الكابتن أفيناش ميهرا، هو والد راؤول.
يبذل راؤول جهدًا ليكون ودودًا مع سونيل حتى يكون بالقرب من كيران. يستمر راؤول في الاتصال بها عندما تعود إلى المنزل ويطلب منها تجنب سونيل، ولكن على الرغم من خوفها، ترفض سلطة راؤول عليها. تشعر هي وعائلتها بالخوف عندما يزورها في عيد ميلادها وهولي. تتم خطوبة كيران وسونيل بفضل فيجاي وبونام، اللذين يعتقدان أن الملاحق لن يزعج كيران مرة أخرى.
عند معرفة ذلك، يحاول راؤول الغاضب قتل سونيل لكنه يفشل. عندما يطارد سونيل راؤول، يكون المطارد الذي لا يعرفه هو راؤول، ويتعرض لحادث وينقل إلى المستشفى. تختار كيران الفرار من المدينة حتى لا يؤذي المطارد حبيبها بعد الآن، لكن سونيل يقبض عليها ويتزوجها في تلك الليلة. يغضب راؤول من هذا ويقسم على أخذ كيران لنفسه. يقتل ضباط الشرطة الذين أُرسلوا لحماية الزوجين ويخرب منزلهما الجديد.
هذا يرعب كيران، التي تخشى أن تفقد عقلها. يقرر سونيل اصطحاب كيران في رحلة شهر عسل مفاجئة إلى سويسرا أثناء حجز تذاكر إضافية إلى جوا، حتى يختفي الملاحق بسبب سوء فهمه لوجود الزوجين في جوا. يقع راؤول في الفخ ويبحث في كل مكان عن كيران في جوا دون جدوى، لكنه لا يستطيع العثور عليها. بدلاً من ذلك، يلتقي بفيكرام "فيكي" أوبيروي، وهو صديق من الكلية، مريض. ثم يبذل راؤول جهدًا للتعرف على شقيق كيران وزوجة أخيها من خلال زيارات يومية لمعرفة مكان كيران.
يتصل فيكي براؤول ويدعوه لمقابلته. عندما يفعل ذلك، يكتشفه على فراش الموت، ويتوسل إلى راؤول لقتله لأنه لم يعد قادرًا على تحمل الألم. بعد توقف قصير، يقتل رفيقه بينما يخلق الوهم بأن فيكي هو الملاحق. تعتقد عائلة كيران أن الملاحق قتل نفسه بعد فشله في العثور على كيران والاسترخاء. يتم إخبار راؤول بمكان وجودها الحقيقي، ويظهر في فندقها.
يعترف به كيران وسونيل، ويدعوانه للانضمام إلى احتفالاتهما. ومع ذلك، يعلم سونيل أن راؤول كان يطارد كيران عندما يتصل به فيجاي ويقول له إن راؤول كان يزوره هو وبونام لكنه لم يذكر أنه ذاهب إلى سويسرا. يرسل سونيل كيران لانتظاره في قارب، قبل أن يستدرج راؤول إلى الغابة ويهاجمه. يتوسل راؤول من أجل الرحمة، ويطعن سونيل ثم يتركه ليموت. لاحقًا، عندما يصل راؤول إلى القارب، يحاول الزواج من كيران دون إرادتها ويبلغها أن سونيل قد مات. على الرغم من توسلها وتوسلها، فإنه يسلمها ساري والدته القديم ويأمرها بارتدائه.
تحبس كيران نفسها في غرفة في القارب. عندما يتم تحطيم باب القارب ويتم سحب كيران للخارج من قبل راؤول وتوافق على الزواج من راؤول، ثم يتم اكتشاف أن سونيل لم يمت في الواقع ويعود لإنقاذ كيران. يقاتل سونيل راؤول بوحشية وينتهي به الأمر بقتله. عندما يموت راؤول، يتوسل إلى كيران ألا تكرهه بعد الآن. يعود كيران وسونيل إلى الهند ويزوران أقاربهما مرة أخرى.

## طاقم التمثيل
- سوني ديول بدور الملازم سونيل مالهوترا، ضابط القوات الخاصة الهندية في البحرية الهندية وزوج كيران
- جوهي تشاولا بدور كيران أواستي، زوجة سونيل
- شاه روخ خان بدور راهول ميهرا، الملاحق المهووس لكيران.
- أنو كابور بدور فيكرام "فيكي" أوبيروي، صديق راهول.
- تانفي عزمي بدور بونام أواستي، أخت زوجة كيران.
- داليب تاهيل بدور الكابتن أفيناش ميهرا، والد راهول ورئيس سونيل في البحرية الهندية.
- أنوبام خير بدور فيجاي أواستي، شقيق كيران
- بيلو جيه واديا بدور مدير الفندق المنزعج
- فيكاس أناند بدور الطبيب النفسي

## وصلات خارجية
- دارر على موقع IMDb (الإنجليزية)
- دارر على موقع روتن توميتوز (الإنجليزية)
- دارر على موقع نتفليكس (الإنجليزية)
- دارر على موقع قاعدة بيانات الأفلام العربية
- دارر على موقع ألو سيني (الفرنسية)
- دارر على موقع أول موفي (الإنجليزية)
- دارر على موقع فيلمافينيتي (الإسبانية)
- دارر على موقع قاعدة بيانات الفيلم (الإنجليزية)
- دارر على موقع ليتربوكسد (الإنجليزية)
- دارر على موقع كينوبويسك (الروسية)